# Ornitin
Ornitin är en aminosyra som spelar en roll i ureacykeln. Den ackumuleras onormalt i kroppen vid brist på ornitintranskarbamylas. Ornitin har formeln C5H12N2O2 och förekommer rikligt i fiskprotein och isolerades första gången ur hönsexkrementer.

## Roll i ureacykeln
Ornitin är en av produkterna från inverkan av enzymet arginas på L-arginin, för framställning av urea. Därför är ornitin en central del av ureacykeln, som möjliggör bortskaffande av överskott på kväve. Ornitin återvinns och är på ett sätt, en katalysator. 
Först omvandlas ammoniak till karbamoylfosfat (fosfat-CONH2). Ornitin omvandlas till ett karbamidderivat av δ-kväve av karbamoylfosfat. En annan kväveatom sättes från aspartat, som producerar denitrogenerat fumarat, och det resulterande arginin (en guanidiniumförening) hydrolyseras tillbaka till ornitin, som producerar urea. Kvävena i urea kommer från ammoniak och aspartat, och kvävet i ornitin förblir intakt.
Ornitin är en aminosyra som inte kodifieras av DNA, det vill säga är inte proteinogeniskt. Men i däggdjurs icke-levervävnad, sker den huvudsakliga användningen av ureacykeln i argininbiosyntesen, såsom en mellanprodukt i metaboliska processer, där ornitin är ganska viktigt.

## Andra reaktioner
Ornitin är, via verkan av ornitindekarboxylas (EG 4.1.1.17), utgångspunkten för syntes av polyaminer, såsom putrescin.
I bakterier, som E-coli, kan ornitin kan syntetiseras från L-glutamat.
Ornitin är också utgångspunkten för kokainbiosyntesen där dekarboxyleras sedan modifieras avsevärt av cytokrom P450.

## Potentiella medicinska användningsområden

### Trötthet vid träning
Tillskott av L-ornitin har visat sig minska tröttnaden hos personer i en placebokontrollerad studie med hjälp av en cykelergometer. Resultaten antydde att L-ornitin har en antiutmattningseffekt genom att öka effektiviteten i energianvändningen och främja utsöndringen av ammoniak.

### Skrumplever
L-Ornithine L-aspartat (LOLA), ett stabilt salt av ornitin och asparaginsyra, har använts vid behandling av levercirros.

### Kosttillägg vid tyngdlyftning
Aminosyra som kosttillskott, inklusive L-ornitin, marknadsförs ofta till kroppsbyggare och tyngdlyftare med påståendet att det kommer att öka nivåerna av humant tillväxthormon(HGH). Dock har kliniska studier visat att dessa tillskott inte ökar nivåerna av HGH vid tillskott med låg dos (2 gram per dag uppdelat i två doser).